# Miniassegno

Miniassegno ausgegeben von der Bank Credito Varesino in Varese, August 1977

Miniassegni (Singular Miniassegno, italienisch für Minischeck) waren eine Art von Notgeld im Italien der späten 1970er Jahre. Zu dieser Zeit waren Münzen knapp und Geschäftsinhaber mussten Wechselgeld in Form von Süßigkeiten, Briefmarken, Telefonmarken oder Tickets für den öffentlichen Nahverkehr erstatten. Um Abhilfe zu schaffen, gaben Banken zwischen 1975 und 1978 kleinformatige Schecks aus, die anstelle von Münzen kursierten.

## Geschichte
In den 1970er Jahren kam es in Italien zu einer anhaltenden Münzknappheit, da die staatliche Münzstätte in Rom technisch völlig veraltet war und den Bedarf an Lire-Münzen nicht decken konnte. Daher griffen Geschäftsleute und Banken auf die Idee zur Ausgabe kleinformatiger Schecks zurück, die sich bereits 1966 nach Abschaffung der silbernen 500-Lire-Münze für eine kurze Übergangszeit bis zur Einführung eines 500-Lire-Scheins bewährt hatten. Die ersten Miniassegni wurden am 10. Dezember 1975 vom Istituto Bancario San Paolo mit einem Wert von 100 Lire herausgegeben. Wenig später folgten zahlreiche Banken in Italien (und San Marino) mit der Ausgabe solcher Minischecks in Wertstufen zu 50, 100, 150, 200, 250, 300 und 350 Lire. Ihren Namen erhielten die Schecks aufgrund ihrer gegenüber normalen Bankschecks verringerten Größe.
Da die Ausgabe von Banknoten ein exklusives Recht der Zentralbanken ist, wurde die Form eines auf Privatpersonen oder Firmen bezogenen Bankschecks gewählt, der von jedermann eingelöst werden konnte (nach Indossament auf der Rückseite der Miniassegni) und daher allgemeine Akzeptanz als Zahlungsmittel für Kleinbeträge fand. Der Gegenwert der Miniassegni musste vollständig bei der Zentralbank hinterlegt werden, es fand dadurch keine Geldschöpfung statt.
Es kam zu einer wahren Flut von Ausgaben innerhalb kürzester Zeit. Es sind über 830 verschiedene Grundtypen von 42 Banken und Sparkassen bekannt, die von Sammlern weiter nach den jeweils bezogenen Firmen und Druckdaten unterschieden werden. In Umlauf waren Miniassegni im Wert von geschätzten 200 Milliarden Lire, von denen ein erheblicher Anteil nie eingelöst wurde. Ähnlich wie die deutschen Serienscheine der Zeit nach dem Ersten Weltkrieg, gaben einige Banken aufwendig gestaltete, bunte Scheine aus, die speziell für Sammler hergestellt wurden und oft nur sehr kleine Auflagen hatten.
Die Miniassegni verschwanden gegen Ende des Jahres 1978 aus dem Umlauf, als das Istituto Poligrafico e Zecca dello Stato in ausreichender Menge Scheidemünzen ausgab, um den Bedarf nach Wechselgeld zu decken.

## Ausgebende Banken
Von folgenden Banken und Sparkassen wurden zwischen 1975 und 1978 Miniassegni herausgegeben:
| - Banca Agricola Commerciale di Reggio Emilia - Banca Popolare di Matino e Lecce - Banca Antoniana - Banca Belinzaghi - Banca Calderari e Maggioli - Banca Cattolica del Veneto - Banca del Salento - Banca popolare del Montefeltro e del Metauro - Banca di Credito Agrario Bresciano - Banca del Friuli - Banca di Credito Agrario di Ferrara - Banca di Trento e Bolzano - Banca Industriale Gallaratese - Banca Popolare di Bergamo - Banca Popolare di Crema | - Banca Popolare di Lecco - Banca Popolare di Milano - Banca Popolare di Novara - Banco di Chiavari e della Riviera Ligure - Banca San Paolo di Brescia - Banco di Napoli - Banco di Sicilia - Banco Ambrosiano - Banco di Santo Spirito - Banco Lariano - Cassa di Risparmio di Biella - Cassa di Risparmio di Cuneo - Cassa di Risparmio di Jesi - Cassa di Risparmio del Veneto | - Cassa di Risparmio di Padova e Rovigo - Cassa Rurale ed Artigiana di Cantù - Cassa di Risparmio di Trento e Rovereto - Cassa di Risparmio di Venezia - Credito Italiano - Credito Artigiano - Credito Varesino - Istituto San Paolo di Torino - Istituto Bancario Italiano - Istituto Centrale di Banche e Banchieri - Banca Provinciale Lombarda - Istituto Centrale delle Banche Popolari Italiane - Istituto di Credito delle Casse Rurali e Artigiane - Banca Sella |